# Аниаван
Аниава́н (арм. Անիավան) — село в Ширакской области, Армения.

## География
Община села Аниаван Ширакской области, находится на северо-западе страны (на железнодорожной станции Ани).

## Экономика
Население занимается скотоводством и земледелием.